# Emilio Prados
Emilio Prados Such (Malaga, 4 marzo 1899 – Città del Messico, 24 aprile 1962) è stato un poeta spagnolo appartenente alla Generazione del '27.

## Biografia
Prados nasce da una famiglia benestante; nel 1914 entra nel "Grupo de Niños" della Residencia de Estudiantes di Madrid e quattro anni dopo nella sezione universitaria dove conosce gli artisti Salvador Dalí e Luis Buñuel oltre a Juan Ramón Jiménez e ai futuri rappresentanti della Generazione del '27 tra cui Federico García Lorca.
Dopo aver soggiornato nel 1921 in un sanatorio svizzero a causa di problemi polmonari, nel 1926 fonda, insieme a Manuel Altolaguirre e José María Hinojosa la rivista letteraria "Litoral" e le edizioni omonime dove pubblica i primi componimenti giovanili.
Nel 1936, allo scoppio della guerra civile spagnola, si schiera a favore della rapubblica ed entra a far parte dell'Alianza de Intelectuales Antifascistas.
Dopo la vittoria di Francisco Franco, Prados decide di abbandonare la Spagna per rifugiarsi in Messico dove continua la sua attività poetica e vi rimane fino alla morte, avvenuta a 62 anni il 24 aprile 1962 a Città del Messico.

## Opere
- Tiempo (1925)
- Veinte poemas en verso
- Seis estampas para un rompecabezas (1925)
- Canciones del farero (1926)
- Vuelta (1927)
- El misterio del agua (1926-27, pubblicato nel 1954)
- Cuerpo perseguido (1927-28, pubblicato nel 1946)
- La voz cautiva (1932-35)
- Andando, andando por el mundo (1931-35)
- Calendario completo del pan y del pescado (1933-34)
- La tierra que no alienta
- Seis estancias
- Llanto en la sangre (1933-37)
- El llanto subterráneo (1936)
- Tres cantos
- Homenaje al poeta Federico García Lorca contra su muerte
- Romances
- Romancero general de la guerra de España
- Canzoniere minore per i combattenti (1936-1938) (Cancionero menor para los combatientes, 1938), Roma, Carte Segrete, 1980 traduzione di Natale Antonio Rossi
- Destino fedele: esercizi di poesia in guerra, 1936-1939 (Destino fiel, 1938), Monotypia Franchi C., 1991 traduzione di Gabriele Milli
- Memoria dell'oblio (Memoria del olvido, 1940), Torino, Einaudi, Collezione di poesia N. 35, 1966 traduzione di Francesco Tentori Montalto
- Jardín cerrado (1940-46)
- Mínima muerte (1944)
- Penumbras
- Dormido en la yerba (1953)
- Río natural (1957)
- Circuncisión del sueño (1957)
- La piedra escrita (1961)
- Signos del ser (1962)
- Transparencias (1962)
- Cita sin límite (1965)

## Alcuni riconoscimenti
- Premio Nacional de Poesía: 1938 per Destino fiel